# Jim Schröder
Jim Peter Schröder, född 7 oktober 1945 i Helsingfors, är en finländsk genetiker. 
Schröder verkade som forskare vid Samfundet Folkhälsan och Helsingfors universitet 1970–1984 inklusive flera perioder som gästforskare vid Stanford University; 1984–1987 arbetade han vid Veterinärmedicinska högskolan. Han blev filosofie doktor 1975, docent 1977, biträdande professor 1988 och professor i genetik vid Helsingfors universitet 1998. Tyngdpunkten i hans forskning ligger inom den genetiska immunologin. Han har förutom förtroendeuppdrag inom universitetsvärlden innehaft ledande poster inom ett stort antal biomedicinska stiftelser och företag, bland annat Samfundet Folkhälsan och Minervastiftelsen samt det av honom grundade bolaget Monoclonal Antibodies Inc. (1981–1986) och Medixbolagen.